# 李瞳瞳
李瞳瞳（1981年11月3日—），女，央視主播，浙江传媒学院国际传播学院畢業後留學，2008年讀書期間於英国内政部考文垂难民中心担任咨询员。2009年以全额奖学金毕业于英国考文垂大学，2009年8月進入央視擔任《环球记者连线》企劃和主播嶄露頭角，該節目2012年2月28凌晨在央视新闻频道首播，2014年11月29停播改制後擔任老牌節目防務新觀察固定雙主播之一。

## 主持
- 《环球记者连线》
- 《朝闻天下》
- 《共同关注》
- 《晚间新闻》
- 《防務新觀察》

## 獲獎
- 《高盛的“道德经”》專題報導 - 央视优秀新闻专题二等奖[1]
- 《环球记者连线》五一特别节目 - 优秀特别节目二等奖
- 个人即兴新闻短评《爱国情不能为非法拍卖披合法外衣》 - 优秀新闻短评二等奖
- 2013年制作主持《3D打印 ，梦想照进现实》 - 优秀新闻访谈二等奖、优秀新闻导语改写三等奖
- 2014年制作《安倍修改教科书“绑架”历史》 - 优秀访谈三等奖、优秀导语改写三等奖